# Oberheiden
Oberheiden ist ein Ortsteil der Gemeinde Much im Rhein-Sieg-Kreis.

## Lage
Oberheiden liegt auf den Hängen des Bergischen Landes an der Landesstraße 360. Nachbarorte sind Tillinghausen im Osten, Much im Südosten  und Bövingen im Westen. Oberheiden ist inzwischen anliegend an das Gewerbegebiet Bövingen.

## Einwohner
1901 hatte das Dorf 64 Einwohner. Damals lebten hier die Haushalte Ackerer Gerhard Bonn, Schuster Christian Döpper, Ackerer Peter Josef Heimann, Schreiner Heinrich Josef Knipp, Ackerer Peter Josef Knipp, Ackerin Witwe Gerhard Miebath, Ackerer Franz Müller, Näherin Josefine Müller, Ackerer Joh. Peter Pütz, Ackerin Witwe Joh. Martin Schlimbach, Ackerin Witwe Josef Schlimbach sowie die Familien Wasser: Ackerer Gerhard Josef, Gerhard III, Schuster Joh. Peter und Ackerer Peter Josef.

## Dorfleben
Im Dorf gibt es eine Hofgemeinschaft. Am 3. Juni 2000 wurde ein von dieser erbautes Dorfhaus eingeweiht. Im Dorf findet folgende Aktivitäten statt: Karnevalssitzung, Müllsammelaktion, Frühjahrswanderung,
Maibaumsetzen, Pfingsteiersingen, Sommerfest (mit Tillinghausen), Herbstwanderung oder Ausflug, Musikalischer Frühschoppen, Preisskat, Sankt Martinszug (mit Tillinghausen) und Weihnachtsfeier.